# Administration fédérale des transports
L'Administration fédérale des transports, en anglais Federal Transit Administration, est une direction du Département des Transports des États-Unis. Elle est plus particulièrement chargée du développement et de la gestion des transports en commun (« mass transit ») aux États-Unis.
Outre son action spécifiquement américaine, l'administration collabore également à des programmes internationaux visant à former d'autres administrations, particulièrement africaines, aux transports en commun. 

## Historique
Jusqu'aux années 1960, la priorité nationale américaine en matière de transports vise à promouvoir en priorité l'autoroute, en particulier au travers du Federal Aid Highway Act (en). Quatre ans plus tard, un premier projet d'aide fédérale au développement des transports en commun est présenté au Sénat, qui l'adopte. en revanche, en Chambre des représentants, ce projet ne dépasse pas le stade des commissions parlementaires. Sous la présidence Kennedy, un nouveau projet de loi est présenté en 1961, dans le cadre d'une loi plus large portant sur le logement urbain, et la loi est promulguée. Néanmoins, les analystes de l'époque voient alors cette loi plutôt comme un programme provisoire, avant la mise en place d'un programme plus ambitieux. Une nouvelle proposition de programme de financement fédéral des projets locaux de transport en commun est effectivement lancée en 1962, mais l'la mort du président gèle le projet. Toutefois le président Lyndon B. Johnson poursuit sur la lignée de son prédécesseur et signe le 9 juillet 1964 la loi sur les transports en commun urbains, adoptée en Chambre des représentants par 212 voix contre 129 et au Sénat par 52 voix contre 41. Cette loi prévoit une aide de 375 millions de dollars sur trois ans,.
Cette loi crée également l'Urban Mass Transportation Administration. L'agence se développe durant les quinze années suivantes. Sous la présidence de Ronald Reagan, ses prérogatives et son financement sont menacés : en effet, les taux de subvention augmentent fortement ; s'y rajoutent des subventions d'exploitation, alors que le système n'était initialement conçu que pour subventionner l'investissement et donc les infrastructures. Les coûts augmentent donc fortement, plus vite que l'inflation, et le gouvernement pèse pour que l'exploitation des systèmes de transport fasse l'objet d'une délégation de service public en sous-traitance à des sociétés privées.
En 1991, l'agence est renommée et devient la Federal Transit Administration. Malgré les changements de majorité politique, la loi de 1964 n'est jamais remise en question, le peuple américain y étant très attaché. Entre les années 1960 et les années 1980, la part des réseaux de transport en commun publics dans l'ensemble des réseaux passe de 5 % à près de 60 %.

## Mission

### Aux États-Unis
La mission de l'administration fédérale des transports est de fournir une aide financière et technique aux systèmes locaux de transport en commun public. Les réseaux de transport aidés comprennent des bus, des métros, des tramways, des trains de banlieue, des trolleybus et des ferries. Plus de mille réseaux sont ainsi partenaires, ce qui correspond à des subventions annuelles de plus de douze milliards de dollars.
Outre cette mission, l'administration assure également la supervision fédérale de la sécurité dans les transports en commun, en coordination locale avec chaque État.
Un audit interne effectué en 2016 mesure l'effet de 126 subventions d'investissement menés depuis 1976. Y sont recensés notamment la construction de 1 100 miles — 1 770 kilomètres — soit de lignes de chemin de fer soit de trolleybus, l'aménagement de plus de sept cents stations de transports en commun, l'achat de plus de deux mille véhicules de transport en commun et, de manière induite, la constitution de quartiers piétonniers.
Une spécificité américaine est la persistance de réseaux de transport urbains ou interurbains qui sont non seulement privés, mais non subventionnés par l'administration fédérale, dans le but explicite de ne pas avoir de compte à rendre à cette dernière. C'est notamment le cas dans les États de la Sun Belt, comme le Texas (en), la Californie ou la Floride ; dans le cas de cette dernière, un exemple significatif est le réseau développé par l'entreprise privée Brightline.

### Collaborations
L'administration fédérale des transports collabore avec plusieurs agences homologues, notamment en Afrique. Cette coopération consiste notamment à apporter aux gestionnaires de réseaux partenaires des formations mais également des contacts d'entreprises susceptibles de participer à la mise en place de réseaux. Cette coopération est notamment active à Abuja au Nigeria ou dans les villes sud-africaines.